# Efecto Streisand

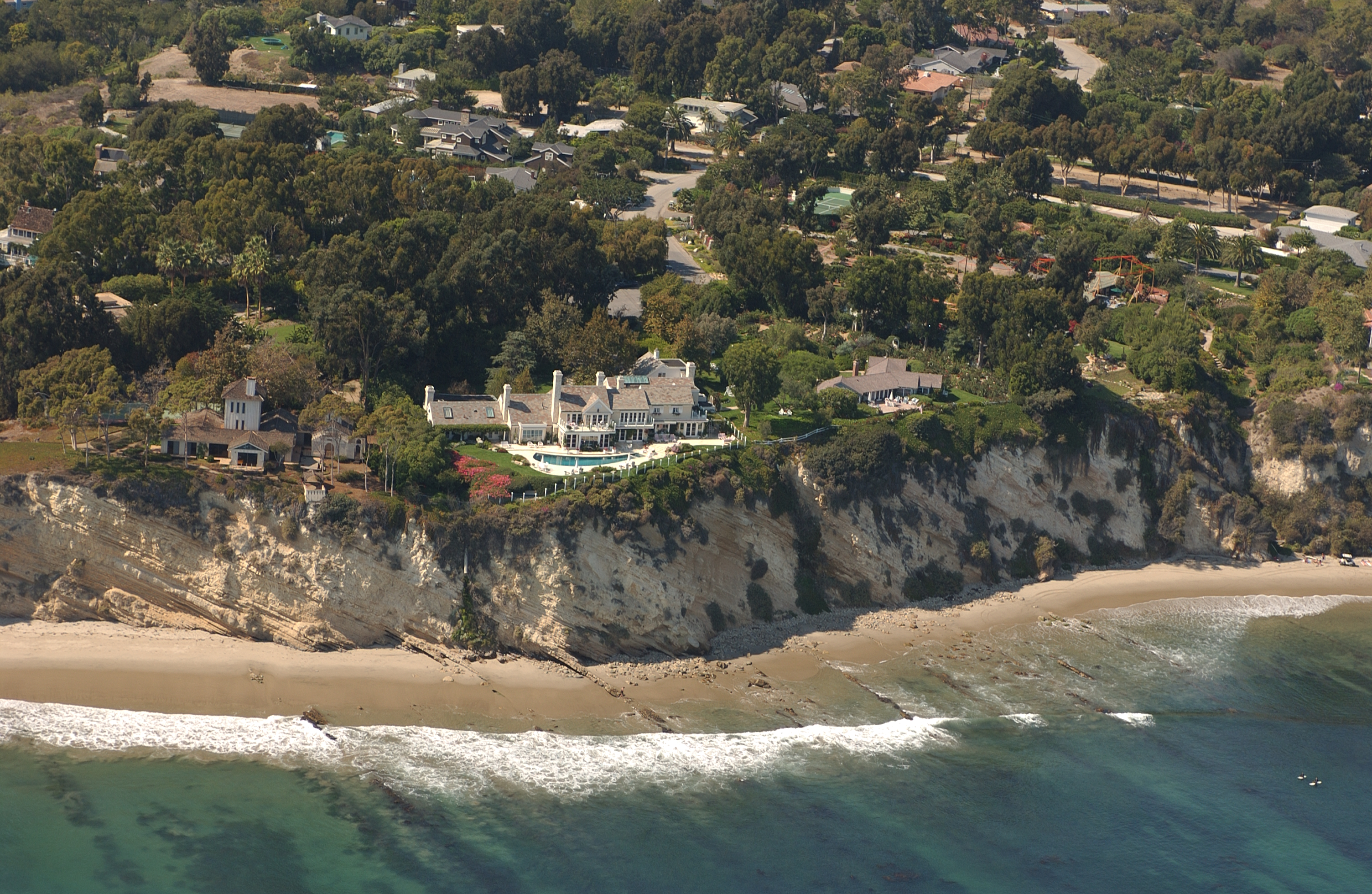
La fotografía original (del proyecto California Coastal Records Project) de la residencia en lo alto de un acantilado de Barbra Streisand en Malibú (California), que Streisand intentó suprimir en 2003.

El efecto Streisand es un fenómeno en el que un intento de censura o encubrimiento de cierta información fracasa o es contraproducente, ya que esta acaba siendo ampliamente divulgada o reconocida, de modo que recibe mayor visibilidad de la que hubiera tenido si no se la hubiese pretendido acallar.
Normalmente, estos intentos de censura se dirigen hacia fotos, archivos o páginas web, especialmente mediante cartas que amenazan con emprender acciones legales por parte del censor. Lejos de ser eliminada, dicha información recibe gran publicidad y acaba siendo rápidamente distribuida a través de redes sociales, blogs, sitios de noticias o sistemas P2P. Este efecto ocurre, según el experto en Internet John Gilmore, porque la Red interpreta la censura como un daño o ataque hacia ella. Según muchos otros, simplemente por la curiosidad producida por la prohibición, es decir: ¿Qué será eso que me prohíben llegar a conocer?
Según Curry Jansen y Brian Martin, de la Universidad de Wollongong en Australia, el efecto Streisand es la consecuencia de una táctica de censura fallida, en la cual el intento de reducir la indignación de la gente no resultó exitoso. Esto significa, básicamente, que para censurar contenido de manera efectiva no basta con retirar ese contenido de internet o de cualquier otro medio, sino que es necesario lograr también que este acto pase inadvertido, o que intimide a la gente de modo tal que esta se autocensure.

## Origen de la expresión
El término debe su nombre a un incidente ocurrido en 2003 con la cantante y actriz estadounidense Barbra Streisand, que denunció al fotógrafo Kenneth Adelman y la página de fotografías pictopia.com, exigiendo 50 millones de dólares en compensación por daños. Streisand intentó que se retirase de Internet una fotografía aérea perteneciente al proyecto California Coastal Records Project, que contenía imágenes de la costa de California disponibles al público y que documentan la erosión costera con la intención de influir en decisiones gubernamentales. Streisand alegó su derecho a la privacidad, pues en dicha fotografía (la «Imagen 3580») aparecía el primer plano de su casa en Malibú. La demanda fue desestimada y se ordenó que Streisand pagara los honorarios legales de Adelman, que ascendían a $177,000.

El periódico San Jose Mercury News advirtió poco después que aquella imagen se había hecho sumamente popular en Internet: la imagen original había sido descargada apenas seis veces antes de la demanda, pero cuando se divulgó la acción judicial empezada por Streisand hubo hasta 420 000 descargas de esa misma imagen en un mes, sin contar las ocasiones en que la misma foto fue compartida fuera del sitio web pictopia.com. Con su intento de censura, Barbra Streisand consiguió que una información en un primer momento intrascendente acabase obteniendo una gran repercusión mediática no deseada por la actriz.

## Ejemplos
Aparte del caso citado, el «efecto Streisand» se ha dado en otras polémicas:
| Fecha                        | Intento de censura | Censor                                                           | Detalles |
| ---------------------------- | --- | ---------------------------------------------------------------- | --- |
| 1300 a. C. (aproximadamente) | Condena al olvido de Akenatón | Faraón Horemheb y otros                                          | Tras el golpe de Estado de Horemheb, este y sus sucesores trataron de borrar todo recuerdo del faraón Akenatón, eliminando sus inscripciones, destruyendo la ciudad que él había fundado y borrándolo de las listas reales, pero el resultado ha sido aumentar muchísimo el interés por él por parte de los egiptólogos una vez que conocieron su existencia y los intentos por hacer desaparecer su recuerdo |
| 21/06/356 a. C.              | Condena al olvido de Eróstrato                                                                                                   | Artajerjes III                                                   | En 356 a. C. Eróstrato, un pastor de Éfeso, fue juzgado y condenado como el autor del incendio que destruyó el Templo de Artemisa, una de las siete maravillas del mundo. Este incendio supuestamente fue provocado por Eróstrato para ganar fama y notoriedad. La condena, consistente en la muerte y el olvido de su nombre bajo pena de muerte, fue dictada por Artajerjes III para dar ejemplo y prevenir futuros incendios. Sin embargo, la condena tuvo el efecto opuesto al deseado, ya que el nombre de Eróstrato fue registrado en la obra Filípicas del historiador Teopompo, quedando de esta manera inmortalizado el nombre de Eróstrato como sinónimo de incendiario. |
| 1941                         | Censura a Citizen Kane | William Randolph Hearst                                          | Oír hablar de Citizen Kane enfurecía tanto a Hearst que prohibió cualquier anuncio, crítica o mención en sus periódicos, en los cuales los periodistas difamaban a Orson Welles. Aunque los esfuerzos de Hearst por acabar con la película afectaron al éxito de la misma, a la larga resultaron inútiles, puesto que casi toda referencia que se hace hoy en día a la vida y carrera de Hearst normalmente menciona el paralelismo que se da en Citizen Kane. Lo irónico de los intentos de Hearst es que el filme está ahora irremediablemente conectado a él. |
| 1979                         | La vida de Brian | Noruega                                                          | Tras su estreno en el Reino Unido, la película no llegó a verse en Irlanda y Noruega, donde incluso se prohibió. Durante el estreno en Suecia había carteles que decían: «Esta película es tan divertida que la han prohibido en Noruega». En EE. UU. se estrenó en 1979, en unas 200 salas en todo el país. Hubo manifestaciones de protesta, incluida una de una asociación de rabinos de Nueva York. Las quejas, como suele ocurrir en estos casos, fueron beneficiosas para la taquilla, y la película pronto pasó a 600 salas. Ese año fue el filme británico con la mayor recaudación en EE. UU., cerca de 20 millones de dólares. Fue la primera película de Monty Python en recibir una Clasificación R en los Estados Unidos, esto es, «Apta para mayores de 17 años». En España se estrenó en octubre de 1980 en versión original subtitulada, y clasificada para mayores de 18 años. La vida de Brian fue la quinta película más taquillera en España de 1980. En Madrid permaneció dos años en cartelera en los desaparecidos Cines Madrid, donde posteriormente los propios Monty Python descubrieron una placa conmemorativa. Se dobló al castellano en 1985 para su estreno en vídeo, y para su posterior reestreno en salas de cine en 1990. En Reino Unido, el escándalo no consiguió otra cosa que aumentar las cifras de taquilla |
| 1999                         | El libro negro de la justicia chilena                                                                                            | Corte Suprema de Chile                                           | Un libro que aborda la historia y malas prácticas de la justicia en Chile es confiscado el día posterior a su lanzamiento, obteniendo como resultado ser uno de los libros más leídos del año en distintos medios, como fotocopias o libros «pirata». |
| 04/06/2002                   | Anuncio de televisión de Xbox | Independent Television Commission                                | El anuncio «Champagne» formaba parte de la campaña de marketing de Microsoft para el lanzamiento de su consola Xbox en Europa. En él se mostraba el nacimiento de un bebé que salía disparado desde el vientre de la madre hacia la atmósfera, atravesando el planeta y envejeciendo rápidamente hasta caer violentamente sobre un ataúd y finalizando con el eslogan «Life is short. Play more.». Tras tres meses en antena y 136 quejas de ciudadanos, la agencia ITC del Reino Unido consiguió su retirada. La prohibición resultó contraproducente y volvió a poner de moda el anuncio, dando lugar a uno de los primeros casos de vídeo viral antes de la era de YouTube. Tras la polémica, el anuncio se consolidó como uno de los íconos de Xbox. |
| 03/2003                      | Animación Avertefué sobre el desastre del vertido del Prestige                                                                   | SGAE                                                             | La web marcianos.net era un sitio gratuito de información alternativa que contenía una parodia del Aserejé, versión prestige. Mediante los logs de accesos demostraron que después de repetidas visitas desde el Ministerio de Tecnología en pocos días empezaron las de la SGAE en las mismas páginas y estos últimos acabaron enviando correos electrónicos al activista y administrador de marcianos.net, Flynn Kobe, para que retirasen la animación o pagasen 390 euros mensuales. Todo esto provocó un gran debate sobre la SGAE, las muestras de solidaridad saturaron la página que contenía la animación, la animación se visionó en varias cadenas de televisión y cientos de webs replicaron la página para evitar que desapareciera si la SGAE seguía adelante. Finalmente la web desapareció pero sus animaciones siguen circulando. |
| 09/2005                      | Caricaturas de Mahoma | Diferentes líderes musulmanes                                    | El diario danés Jyllands-Posten publicó unas polémicas caricaturas de Mahoma, en las que el profeta islámico era dibujado como un terrorista. Diferentes líderes religiosos musulmanes lo tomaron como una provocación y una ofensa, y exigieron acciones contra el periódico y un boicot oficial de los fieles musulmanes contra la propia Dinamarca, así como la completa censura de las imágenes. El caso, que provocó un debate a escala mundial sobre los límites de la libertad de expresión y su conflicto con creencias religiosas, hizo que las caricaturas acabasen difundiéndose por todo el mundo, ya sea de manera condenatoria o en solidaridad con el Jyllands-Posten, precisamente en contra de los deseos de dichos clérigos musulmanes. |
|                              | Video con retratos del rey de Tailandia con un pie sobre su cabeza                                                               | Gobierno tailandés                                               | Bhumibol Adulyadej, rey de Tailandia, fue retratado con un pie sobre su cabeza en un vídeo publicado en YouTube por el usuario «Padidda». El gobierno tailandés acusó al sitio de lesa majestad, censurando la página en el país. En respuesta, usuarios de YouTube de todo el mundo subieron vídeos sobre el rey, algunos incluso más críticos y ofensivos que el original, consiguiendo miles de visitas. |
| 02/2007                      | «Viva el vino», frase de Mariano Rajoy                                                                                           | Partido Popular                                                  | Mariano Rajoy, presidente del Partido Popular de España, cerró un mitin en Ciudad Real con la frase citada. El vídeo del mitin fue borrado de la web del PP nacional y regional, y el único vídeo que el partido mantiene en Internet silencia esta frase, superponiéndola con el himno del partido. Sin embargo, el momento fue grabado por las cámaras de La Sexta, que lo emitió en su informativo. «Viva el vino» se convirtió en un fenómeno de Internet y en una de las frases más caricaturizadas de Mariano Rajoy. Desde entonces La Sexta lo recupera continuamente en noticias y programas humorísticos. |
| 01/05/2007                   | Información sobre la clave de cifrado AACS                                                                                       | Digg                                                             | El portal de noticias Digg comenzó a eliminar información sobre la clave de cifrado AACS, así como a expulsar a los usuarios que enviaban información al respecto. Durante las horas siguientes, los usuarios, enfadados con el intento de censura, comenzaron a enviar y apoyar miles de noticias de crítica o que incluían la polémica clave hexadecimal. Finalmente, y tras unas horas en las que se vio que era inútil intentar frenar la expansión del código, los administradores de Digg se dieron por vencidos, y claudicaron ante los actos de desobediencia que habían provocado. En respuesta al intento de censura del portal de noticias, el código se difundió inmediatamente en miles de blogs, camisetas e incluso en los principales medios de comunicación del mundo. De nuevo, una información en un principio poco conocida se convirtió, según algunos, en el número más famoso de internet. |
| 20/07/2007                   | Número 1573 de la revista satírica española El Jueves                                                                            | Juez de la Audiencia Nacional Juan del Olmo                      | El juez ordenó el secuestro del número 1573 de la revista satírica española El Jueves, por un supuesto delito de injurias a la Corona. En la portada de ese ejemplar, publicado dos días antes, se veía un dibujo de los Príncipes de Asturias manteniendo relaciones sexuales. Lejos de conseguir censurar la polémica imagen, la revista se agotó rápidamente en los kioscos, y la caricatura se extendió en pocas horas por internet, blogs o medios de comunicación. |
| 2008                         | Vídeo en el que se veía al actor Tom Cruise hablar sobre la cienciología.                                                        | Iglesia de la Cienciología                                       | Intento de censura del vídeo por parte de la Iglesia de la Cienciología, disponible en diversos sitios de Internet, solicitando su retirada de forma directa o interponiendo demandas legales. Provocó una gran protesta conocida como Proyecto Chanology. |
| 12/2008                      | Artículo «Virgin Killer» en la Wikipedia en inglés                                                                               | Varios ISP británicos                                            | Intento de bloquear el artículo del disco Virgin Killer de Scorpions en la Wikipedia en inglés por contener una imagen de una niña desnuda en la portada del álbum. El suceso se expandió rápidamente por internet. Finalmente, el bloqueo fue retirado al considerar que se había alcanzado una consecuencia opuesta a la deseada, y que el disco y su portada llevaban ya muchos años publicados y que por tanto la imagen estaba ampliamente difundida al margen de Wikipedia. |
| 17/03/2009                   | Greenpeace y el producto KitKat                                                                                                  | Nestlé                                                           | Nestlé admitió tener lazos directos con Sinar Mas, proveedor de aceite de palma de los bosques de Indonesia, que utilizaba en algunos de sus productos como KitKat. Dicho aceite se extrae de los dátiles de la palma africana, hábitat de los orangutanes y, debido a su bajo coste, es un producto muy demandado para la industria de la alimentación, afectando directamente a estos animales en peligro de extinción. Más de 100 activistas de Greenpeace, algunos vestidos como orangutanes, realizaron protestas pacíficas y no violentas fuera de las oficinas de la compañía y de algunas de sus fábricas en Reino Unido. Tan pronto como la noticia llegó a las redes sociales, Nestlé pidió que se retiraran las publicaciones por derechos de marca, ante lo cual se lanzó una ofensiva en la web que logró una gran cantidad de críticas hacia la compañía. |
| 12/05/2009                   | Video paródico sobre el gobernador de Veracruz Fidel Herrera Beltrán                                                             | Instituto Federal Electoral                                      | Una parodia de un vídeo musical de 2:44 minutos de duración se presentó en YouTube haciendo alusión al gobernador de Veracruz Fidel Herrera Beltrán.[cita requerida] El Instituto Federal Electoral envió un oficio al representante de YouTube en México, Ricardo Blanco, ordenando que se eliminase el video con las imágenes del gobernador por considerarlo difamatorio y denigrante.[cita requerida] El vídeo fue borrado apareciendo la leyenda «Este video ya no está disponible debido a una reclamación de copyright realizada por EMI Musical S. A. de C. V.» El video está disponible, pues diversos usuarios de YouTube lo volvieron a subir con leyendas como «Dedicado al IFE para que no limite nuestra libertad de expresión», alcanzando el domingo 17 de mayo de 2009 más de 130 000 visitas registradas. |
| 14/05/2009                   | Información sobre irregularidades en concurso televisivo                                                                         | Empresa «Operadora de Telecomunicaciones OPERA, S.L»             | Dicha empresa mandó una carta de amenazas a un blog (Tencuidado.es) que denunció un concurso televisivo de llamadas de la cadena de televisión Cuatro en que el que se demostraba que, aunque en el concurso decían que no había llamadas entrantes, las llamadas no eran admitidas a concurso pero el dinero de la misma sí era cobrado. La misma noticia, que iba a ser publicada en Menéame, también sufrió un intento de censura, en consecuencia se hizo eco de las irregularidades del concurso y de ambos intentos de censura. |
| 24/09/2009                   | Fotografía de las hijas de José Luis Rodríguez Zapatero                                                                          | José Luis Rodríguez Zapatero                                     | La fotografía, un posado oficial protagonizado por Barack Obama, Michelle Obama, Sonsoles Espinosa, José Luis Rodríguez Zapatero y sus dos hijas, apareció en la página web de la Casa Blanca. María Teresa Fernández de la Vega solicitó a la Casa Blanca la eliminación de la imagen, pues se había extendido por internet, provocando gran cantidad de manipulaciones con intención cómica haciendo mofa del aspecto gótico de las hijas del presidente español. Esto levantó mucho revuelo en algunos medios tradicionales, que publicaron la imagen con las caras difuminadas. |
| 11/11/2009                   | Canal de YouTube de la revista El Jueves                                                                                         | Ramoncín                                                         | José Ramón Julio Martínez Márquez, más conocido como Ramoncín, consiguió que se cerrara el canal de YouTube de la revista El Jueves, por infracción de copyright. En realidad ya contaba con otra reclamación de copyright por parte de FOX, por lo que YouTube decidió cerrar el canal, al sumar tres con las reclamaciones de Ramoncín. El canal web se trasladó a Dailymotion, pero a las 72 horas del cierre, y ante el desmesurado aumento de visitas originado por la polémica, Ramoncín retiró las denuncias y el canal en YouTube se restauró. |
| 21/02/2010                   | Actuación de John Cobra en la preselección española para Eurovisión 2010                                                         | Radiotelevisión Española (RTVE)                                  | RTVE censuró la actuación de John Cobra en la gala de selección del representante español para Eurovisión 2010, solicitando la supresión de varios vídeos de YouTube. Este hecho fue motivado por la reacción de John Cobra al finalizar su actuación, haciendo gestos obscenos, tocándose el miembro y llamando «maricones» a los espectadores. John Cobra fue elegido como candidato gracias a los numerosos votos que recibió de diversos foros de Internet, pero principalmente, del foro de temática general en español ForoCoches. |
| 07/11/2010                   | Queer Kissing Flashmob en Barcelona                                                                                              | Facebook                                                         | La visita del Papa Benedicto XVI a Barcelona originó en Facebook un movimiento ciudadano denominado 'Queer Kissing Flashmob' para promover una «besada» queer frente al Papa. La reiterada censura cometida por Facebook desembocó rápidamente en un efecto multiplicador tanto a nivel de participación y de debate como de repercusión mediática, primero a nivel nacional, después a nivel europeo para acabar dando la vuelta al mundo, dándose a conocer en Estados Unidos, India y Australia. |
| 12/2010                      | Wikileaks | Joe Lieberman                                                    | Tras la filtración de documentos diplomáticos de los Estados Unidos por parte de la organización Wikileaks a finales de 2010, Lieberman es considerado el responsable de intentar bloquear el portal a toda costa. Consiguió que Amazon los expulsara de sus servidores y, más tarde, colaboró en una reforma de ley que convertiría en un delito federal en Estados Unidos la publicación del nombre de cualquier fuente de inteligencia del país. Como resultado de estas acciones, Julian Assange de Wikileaks solicitó ayuda a la comunidad de Internet y aparecieron montones de réplicas del sitio de WikiLeaks. |
| 01/2011                      | #turismobisbal | David Bisbal                                                     | El músico español David Bisbal realizó el siguiente tuit en referencia al conflicto en Egipto «Nunca se han visto las pirámides de Egipto tan poco transitadas, ojalá que pronto se acabe la revuelta». Los usuarios de Twitter comenzaron un movimiento con el hashtag #turismobisbal, ridiculizando las desafortunadas palabras del artista. David Bisbal realizó un segundo tuit: «El insulto es lo único que os queda. Bueno, y también mucho tiempo libre» y el efecto fue totalmente devastador. El hashtag llegó a ser Trending topic Mundial y se mantuvo como Trending topic en España durante algunos días. Ante esta situación Bisbal eliminó los dos mensajes realizados, hecho que provocó todavía más las burlas de los usuarios. |
| 01/2011                      | #marisabrelmufa | Marisa Brel                                                      | La periodista de espectáculos Marisa Brel amenazó con enviar cartas documento a tuiteros que jugaron al hash #MarisaBrelMufa. Si bien inicialmente eran pocos los que escribían chistes relacionados con este hash, luego del ataque de la periodista fueron miles los solidarizados con los tuiteros sumándose a las bromas. En Argentina, «mufa» es un término que se utiliza para describir a alguien que trae mala suerte, con lo cual la respuesta agresiva de la periodista ante un chiste relacionado con lo paranormal fue doblemente contraproducente. |
| 01/2012                      | Evitar que el trending topic en Twitter «Gora ETA» aumentara                                                                     | Policía nacional de España                                       | La policía nacional de España pidió a los usuarios de Twitter no escribir el texto «Gora ETA» en alusión a una noticia reciente, con el siguiente texto en su Twitter: «Si no queremos que una apología del terrorismo (siempre repugnante) sea TT, NO LA ESCRIBAMOS. Las máquinas no lo entienden. Nosotros debemos». Se obtuvo el efecto contrario y dicho texto se hizo trending topic en España, irónicamente al quejarse los usuarios de que dicho texto pudiera llegar a ser trending topic. |
| 06/2012                      | Fotografía de Raanan Katz, uno de los dueños del equipo de la NBA Miami Heat, en Google                                          | Raanan Katz                                                      | Uno de los dueños de Miami Heat demandó a Google por no eliminar una foto suya en donde sale poco favorecido, a raíz de esto una gran cantidad de personas divulgaron la imagen por toda la red. |
| 01/2013                      | Error de Enrique Peña Nieto en el significado de IFAI                                                                            | Televisora de Hermosillo                                         | Durante su declaración patrimonial, el presidente Enrique Peña Nieto no logra decir el significado de las siglas del IFAI. El error en su discurso es publicado en un video en YouTube, que posteriormente fue censurado argumentando que violaba los derechos de autor de la empresa Televisora de Hermosillo, SA de CV. La censura del video hizo que otros usuarios se interesaran en divulgar el error y desató una ola de críticas hacia el presidente, tanto por la censura como por su desconocimiento del tema. |
| 24/03/2013                   | Documental Ciutat Morta | TV3                                                              | La cadena TV3 censuró por orden judicial, cinco minutos del documental Ciutat Morta, el cual investigaba los hechos acaecidos en Barcelona el 4 de febrero de 2006 durante el desalojo de una fiesta en el que un guardia urbano resultó gravemente herido, así como las posteriores detenciones «ejemplares» que llevó a cabo el cuerpo policial y sobre las que se cierne la duda en el documental. El documental emitido en TV3 tuvo muchas menos visualizaciones que los cinco minutos censurados y que rápidamente saltaron a Internet, se compartieron en todas las redes sociales, abriéndose el debate social sobre una investigación más exhaustiva del caso, con peticiones de diferentes grupos políticos, se instó a la fiscalía a actuar y tuvo una dimensión política y judicial que probablemente no habría tenido el filme de haber sido emitido completo en televisión. |
| 04/2013                      | Artículo «Estación de radio militar de Pierre-sur-Haute» en la Wikipedia en francés                                              | Agencia de inteligencia francesa DCRI                            | A principios de abril de 2013 la estación de radio militar de Pierre-sur-Haute atrajo el interés mediático después de conocerse que la agencia de inteligencia francesa DCRI (Direction Générale de la Sécurité Intérieure: Dirección General de Seguridad Interior) intentó suprimir el artículo de la Wikipedia en francés que hablaba sobre el complejo, aduciendo motivos de seguridad. La solicitud fue denegada debido a que todos los datos provenían de medios públicos. Después de ello, se conoció que la DCRI había citado en sus oficinas a un bibliotecario de Wikipedia en francés, Remy Mathis, para que lo hiciera, bajo la amenaza de que, en caso de negarse, sería encarcelado o multado severamente. Este lo borró, pero inmediatamente el artículo fue restablecido por un administrador suizo fuera de la jurisdicción de Francia, gracias a la vigilancia de la comunidad de Wikipedia. Posteriormente, el artículo fue traducido a más de 30 idiomas en la Wikipedia y publicado en varios medios de comunicación. |
| 2013                         | Película Operación E | Clara Rojas                                                      | Un intento de impedir la proyección de la película que cuenta la historia real de José Crisanto Gómez, el campesino colombiano al que las FARC entregaron a Emmanuel, el hijo de Clara Rojas nacido en cautiverio, mediante la presentación de una acción de tutela ante la justicia colombiana indicando que vulneraba los derechos de su hijo, logró el efecto contrario, dándole una publicidad a la película que de otra manera no habría recibido. |
| 10/2014                      | Comentarios sobre Gamergate | 4chan                                                            | En algunos casos, los comentarios sobre el escándalo «Gamergate» fueron bloqueados o borrados en varios sitios web. Estos actos fueron entendidos por miembros de la comunidad de jugadores como censura. Parte de los partidarios de #GamerGate se mostraron ofendidos por la descripción del movimiento como misógino y afirmaron que enfocar el movimiento de tal modo era una estrategia para «acallar las críticas» sobre el periodismo sobre los videojuegos, tal como explica The Washington Post. Con lo anterior se logró que los usuarios se mudaran a otras plataformas como 8chan, aumentando las discusiones y rechazo hacia los medios que querían callarlos.[cita requerida] |
| 12/2014                      | Película The Interview | Corea del Norte                                                  | Después de que Sony anunciara el estreno de la comedia The Interview, la cual tiene como tema principal un jocoso plan para asesinar al presidente norcoreano, piratas informáticos de dicho país lanzaron un ataque cibernético a Sony liberando un gran cantidad de correos privados y películas aún sin estrenar, y la empresa en un comienzo restringió el estreno del film. pero luego de una gran cantidad de críticas de diferentes personalidades de Hollywood por la violación de la libertad de expresión, la empresa decidió estrenarla a través de la plataforma de YouTube. teniendo una amplia difusión y causando gran expectación a nivel mundial, contrario a lo que se buscaba. |
| 1/2015                       | Revista Charlie Hebdo | Francia                                                          | Un grupo de extremistas musulmanes irrumpió al edificio de la revista francesa Charlie Hebdo y asesinó a 12 miembros de la revista entre editores, directores y guardia del edificio al grito de «Alá es grande» y «hemos vengado al profeta» con intención de evitar posteriores publicaciones de la misma, para luego ser intensamente perseguidos por la policía francesa y eliminados por esta. Los efectos, hasta el momento, han sido contraproducentes a tal punto que la revista consiguió difusión mundial y en webs como reddit. Incluso algunos ciudadanos franceses se ofrecieron para enviar copias de la próxima publicación del semanario el día de la siguiente publicación, así como también muchos dibujantes alrededor del mundo se solidarizaron con distintas obras a favor de la libertad de expresión haciendo distintos tributos a la revista y las víctimas, sin contar con hechos de violencia que ocurrieron en Francia contra sitios de concurrencia musulmanes que nada tenían que ver con los atentados, consiguiendo así dañar aún más la ya deteriorada imagen del islam. Incluso el líder del grupo musulmán chií Hezbolá, Sayyed Hassan Nasralla repudió el acto terrorista diciendo que los terroristas hacen más daños que las caricaturas.                                                                      |
| 2/2016                       | Comercial sobre el campeonato uruguayo de fútbol de TCC                                                                          | Asociación Uruguaya de Fútbol                                    | En febrero de 2016 se filtró un comercial en que la empresa de televisión pagada TCC promocionaba la transmisión del Campeonato Uruguayo de Fútbol con una serie de imágenes que dejaban de manifiesto la precariedad de las instalaciones destinadas al evento y algunas situaciones peculiares. Ante esto, la federación uruguaya intentó que el comercial no saliera al aire, lo que provocó que el video se viralizara y llegara a ser conocido internacionalmente. |
| 22/03/2016                   | Javier Cárdenas, los escotes y el acoso                                                                                          | Europa FM                                                        | Tras comentar una noticia sobre un profesor de la Universidad de Santiago de Compostela acusado de acoso a una alumna por verse «distraído por su escote», el propio Javier Cárdenas fue acusado de machismo por su crítica, en el programa Levántate y Cárdenas, a la alumna, publicándose artículos en un par de blogs y webs de contenido variado más o menos populares. La reacción del locutor fue la edición de la grabación del programa completo en la web de Europa FM, eliminando la parte polémica, la posterior eliminación del audio completo, las amenazas vía Twitter a una de las articulistas para que borrase su escrito y el acoso con acusaciones de manipulación, de trabajar para la competencia o de acosarles, a una usuaria de Twitter que había subido un vídeo con parte de ese audio borrado, dando después sus datos personales en el programa o poniéndose en contacto con su empresa para que la despidiesen, provocando así la reacción de medios de mayor alcance como eldiario.es, el ABC, Mundo deportivo o la revista El Jueves, así como la extensión en Twitter de hashtags como #NoEscuchoEuropaFM o la creación de una petición a EuropaFM en change.org para que le despidan |
| 21/06/2016                   | Web satírica rajoypresidente.es                                                                                                  | Partido Popular                                                  | El Mundo Today creó varias webs satíricas sobre algunos partidos políticos que concurrían a las elecciones generales del 26 de junio de 2016. La web sobre el Partido Popular, repleta de frases reales pronunciadas por Mariano Rajoy, tuvo que ser retirada cuando el Partido Popular amenazó a El Mundo Today con acciones legales si no retiraba la web. Esta amenaza se volvió viral y fue publicada por la gran mayoría de medios. La web original, www.rajoypresidente.es fue retirada pero aparecieron duplicados como rajoypresidente.com e incluso los propios de El Mundo Today crean una versión censurada esawebdelaqueustedmehabla.com donde no se hacía referencia ni a Mariano Rajoy ni al Partido Popular, pero el contenido era el mismo. |
| 21/02/2018                   | El libro Fariña | Alfredo Bea Gondar, exalcalde de El Grove                        | El exregidor de El Grove, Alfredo Bea Gondar, consiguió que un juez retirase del mercado el libro que recordaba su implicación en un alijo de drogas por el que fue juzgado en los años noventa. Tras la orden del juzgado, el libro se convirtió en el más vendido en Amazon. |
| 07/11/2018                   | Videoclip «Estamos Chihuán» de La Tigresa del Oriente                                                                            | Leyla Chihuán, congresista peruana.                              | La cantante peruana La Tigresa del Oriente, publicó una versión del clásico tema «All That She Wants» de Ace of Base, titulada «Estamos Chihuán». La letra de la canción es una parodia de las declaraciones que hizo la congresista peruana Leyla Chihuán sobre su «crítica situación financiera» ese año. A esto, la misma envió una carta notarial contra la cantante y su productor y colaborador Tito Silva, donde exigía la eliminación del contenido en sus redes sociales y YouTube y unas disculpas públicas. El hecho causó el debate en varios medios de Perú. Entre la prensa, el columnista Beto Ortiz y la conductora Magaly Medina, respaldaron a Judith Bustos y condenaron la censura del clip. |
| 2019                         | Artículo «El caso Diego San José y el juez humorista» del catedrático de la Universidad de Alicante, Juan Antonio Ríos Carratalá | José Francisco Baena González, hijo de Antonio Luis Baena Tocón  | En junio de 2019 la Universidad de Alicante, a solicitud del hijo de Antonio Luis Baena Tocón, desindexó de manera cautelar de sus archivos digitales toda referencia a la participación de su padre en el juicio a Miguel Hernández, con el objetivo de que su nombre no fuese vinculado con la condena y muerte del poeta alicantino. Rápidamente se generó un efecto Streisand, que convirtió a Baena Tocón en un personaje de actualidad mediática, frustrando los deseos de su hijo. Un mes más tarde, la propia universidad rectificó y anuló el borrado de sus buscadores, al considerar que las funciones del biografiado «eran de interés público» y dada la crítica contra su primera decisión generada tanto en prensa como en el ámbito académico. Al mismo tiempo, su hijo solicitó a la Agencia Española de Protección de Datos (AEPD) la retirada de numerosos enlaces sobre Baena Tocón que se podían encontrar al utilizar el motor de búsqueda Google, solicitud rechazada por la AEPD. |
| 31/03/2021                   | Sátira «Fiesta mortal» de Milagros Mata-Gil                                                                                      | Tarek William Saab, miembro de la Fiscalía General de Venezuela. | El fiscal, Tarek William Saab, ordenó la detención de la escritora venezolana Milagros Mata-Gil y su esposo, el poeta Juan Manuel Muñoz, por la publicación de una sátira entre sus contactos de Facebook, donde la escritora describe una fiesta de bodas con más de 800 invitados a la cual asistió Saab y su madre en plena pandemia por el coronavirus, a pesar de la cuarentena decretada por el presidente Nicolás Maduro para contener el avance de la enfermedad. Rápidamente diversos medios, periodistas y público en general replicaron el escrito de Mata-Gil, haciéndose viral su contenido. |
| 8/10/2021                    | Videoclip de la canción Ateo, protagonizado por C. Tangana y Nathy Peluso, grabado en la Catedral de Toledo                      | Arzobispo de Toledo (Francisco Cerro)                            | El vídeo, en un principio autorizado por el Dean del Cabildo Primado (Juan Miguel Ferrer), contenía un «lenguaje visual provocador», según una carta del Dean. El 16 de octubre dimitió el Dean y al día siguiente se celebró una misa presidida por el Arzobispo en la que se pidió perdón por la «negligencia». A 18 de octubre, el vídeo acumulaba más de 11 millones de visualizaciones en YouTube |
| 11/2022                      | Sello conmemorativo del centenario del Partido Comunista de España                                                               | Fundación Española de Abogados Cristianos                        | Bajo los argumentos de que «promociona una ideología» y «exalta un partido que cometió crímenes», la asociación Abogados Cristianos presentó una petición al juzgado del contencioso-administrativo de Madrid para evitar que Correos emitiera un sello conmemorativo del centenario del Partido Comunista de España, fundado en 1921 y legal en democracia desde 1977. La justicia acordó la suspensión de forma cautelar mientras resolvía el caso, pero la levantó pocos días después. La suspensión temporal, junto a críticas de los partidos de la derecha, dieron publicidad a la estampilla, cuyas ventas fueron un éxito. Se vendieron más de 50 000 unidades en 48 horas, y se agotó rápidamente la primera tirada de 135 000 unidades. |
| 25/11/2022                   | Comportamientos considerados machistas de Pablo Motos                                                                            | 7 y Acción y el programa El hormiguero                           | Tras la publicación del vídeo anual para la erradicación de la Violencia de Género, en el que se muestra (sin decir su nombre) una frase machista de Pablo Motos, el presentador explica en su programa que él no responde a ese tipo de perfil. Esta respuesta deriva en una campaña en Twitter en la que los usuarios publican decenas de vídeos del presentador en actitudes similares con actrices, cantantes, mujeres y niñas que han pasado por su programa. La productora de Pablo Motos intenta borrar todos esos vídeos, lo que conlleva que cada vez se localicen y se suban más clips, cortes y recopilaciones del presentador en actitudes incómodas para las mujeres. |
| 28/01/2024                   | Cartel de la Semana Santa de Sevilla de 2024                                                                                     | Instituto de Política Social (IPSE)                              | Tras la presentación el 28 de enero de 2024 en la Caja Rural del Sur del cartel que anuncia la Semana Santa de Sevilla de 2024, encargado por el Consejo de Hermandades y Cofradías de Sevilla al artista Salustiano García, se desató una cantidad considerable de polémica, tanto en contra como a favor, alentada en gran medida por el Instituto de Política Social, que consideraba el póster «inadecuado» por representar un Jesucristo supuestamente «afeminado» que «no tiene nada que ver con la Semana Santa», llegando a amenazar con llevar el asunto a los tribunales. Se ha llegado a promover una recogida de firmas en Change.org para solicitar la retirada del cartel, pidiendo asimismo a la Archidiócesis de Sevilla que intervenga. El autor ha defendido su obra, alegando que quería hacer «un cuadro amable y respetuoso», que si alguien ve algo sucio en él «es su propia suciedad interna la que está proyectando», que se había inspirado en su hermano y en su hijo, y que otros elementos del póster están basados en la imaginería religiosa barroca sevillana, añadiendo que las críticas son consecuencia de «la incultura, de no saber nada y de no haber ido nunca a un museo». El cartel se convirtió en lo más comentado de las redes sociales ese día.                                                         |
| 17/10/2024                   | Cometierra, de Dolores Reyes | Victoria Villarruel                                              | La vicepresidenta argentina criticó el libro por redes sociales por «degradación e inmoralidad», lo que llevó a una campaña de agresión y amenazas en redes sociales contra Dolores Reyes y otras autoras (Aurora Venturini, Sol Fantín, Gabriela Cabezón Cámara). Hubo una «lectura colectiva» del libro, que además fue defendido por el gobernador de Buenos Aires Axel Kicillof. Como consecuencia de la polémica, las ventas de Cometierra aumentaron exponencialmente. |